# Hypocisseis
Hypocisseis — род жуков-златок.

## Распространение
Австралия.

## Описание
Бронзового цвета широкотелые златки. Фотография.

## Систематика
Известно 14 видов. Род относится к трибе Coraebini Bedel, 1921 (Agrilinae) и объединил в себе виды, ранее включаемые в роды Cisseoides Kerremans, 1893 и Maschalix Waterhouse, 1887.
- Род Hypocisseis Thomson, 1879[5]
  - Hypocisseis auriceps (Deyrolle, 1864)
  - Hypocisseis blackburni (Obenberger, 1924)
  - Hypocisseis brachyformis (Deyrolle, 1864)
  - Hypocisseis carteri (Obenberger, 1924)
  - Hypocisseis cyanura (Kerremans, 1898)
  - Hypocisseis latipennis (Macleay, 1872) (= Hypocisseis laticornis Thomson, 1879) typus
  - Hypocisseis madari (Obenberger, 1924)
  - Hypocisseis nigrosericea (Obenberger, 1924)
  - Hypocisseis obesa  (Kerremans, 1900) 
  - Hypocisseis ornata  Carter, 1923 
  - Hypocisseis papuana  (Obenberger, 1924) 
  - Hypocisseis philippinensis  Bellamy, 1991 
  - Hypocisseis pilosicollis  (Blackburn, 1891)
  - Hypocisseis suturalis  (Saunders, 1868)